# Steve Young
Jon Steven Young (11 de outubro de 1961, Salt Lake City, Utah), é um ex-jogador de futebol americano que atuava como quarterback e ficou famoso jogando pelo San Francisco 49ers da National Football League. Ele também chegou a jogar pelo Tampa Bay Buccaneers e pelo Los Angeles Express da United States Football League. Young foi nomeado Most Valuable Player da NFL em 1992 e em 1994, MVP do Super Bowl XXIX e foi introduzido no Pro Football Hall of Fame em 2005, sendo ele o primeiro quarterback canhoto a receber tal honra. Ele ainda detém o recorde da NFL em rating de carreira e venceu seis prêmios de passe da NFL.

## Carreira no High school
Young estudou na Greenwich High School em Greenwich, Connecticut. Lá ele jogou como quarterback e running back e recebeu honras de All-FCIAC. Ele também jogou basquete.

## Carreira universitária
Young foi inicialmente recrutado pela Universidade da Carolina do Norte onde queriam que ele atuasse como quarterback na faculdade, mas ele optou por ir para a Brigham Young University, onde ele foi colocado como jogador de defesa. Porém em seu senior year ele conseguiu virar quarterback e liderou a BYU em uma grande temporada na NCAA (11–1), estabelecendo um incrível recorde de 584,2 jardas por jogo. Naquele ano, ele lançou para 3 902 jardas e fez 33 touchdowns, completando 71,3% de seus passes.
Young jogou três temporadas pelo BYU Cougars completando 592 passes para 7 733 jardas e fez 56 touchdowns, além de 1 048 jardas terrestres e 18 touchdowns pelo chão.

## Carreira como profissional

### USFL
Em 1984 Young se juntou ao Los Angeles Express da United States Football League. A liga deixaria de existir em 1986 depois de várias derrotas em brigas judiciais contra a NFL. Young sofreu para receber seus pagamentos e em 1985 deixou o time, porém continuou a receber seus direitos trabalhistas com a extinta liga por anos.

### NFL

#### Tampa Bay Buccaneers
Young assinou com o Tampa Bay Buccaneers em 1985 depois de ser o primeiro jogador selecionado no draft suplementar. Contudo o Buccaneers fez um temporada horrivel com 2 vitórias e 14 derrotas nas duas temporadas em que Youngesteve com eles. Em 19 jogos como titular, ele lançou para 11 touchdowns e 21 interceptações completando 55% De seus passes. Apesar do péssimo desempenho de Tampa Bay, o treinador do San Francisco 49ers, Bill Walsh, ficou impressinado com o talento de Young e passou a lutar para ter o QB em seu time.

### Troca para o San Francisco 49ers
Quando o Buccaneers selecionou o quarterback da University of Miami, Vinny Testaverde, no Draft de 1987, Young foi trocado para o San Francisco 49ers em 24 de abril de 1987, para atuar como reserva do grande Joe Montana. O Buccaneers recebeu a 2ª e a 4ª escolhas no draft nesta troca, onde eles escolheram o linebacker Winston Moss de Miami e o wide receiver de Arizona State Bruce Hill.

#### Reserva de Montana: 1987–1990
Steve Young ficou como backup de Joe Montana nos seus primeiros anos no time. Em 1987, Montana se machucou em um jogo contra o Chicago Bears, e Young foi forçado a entrar e lançou 4 touchdowns na vitória por 41 a 0. Em 30 de outubro de 1988, Young correu para fazer um touchdown de 49 jardas para dar a vitória sobre o Minnesota Vikings. Ele começou aquele jogo com um touchdown de 73 pardas para o receiver John Taylor, depois que Montana se contundiu. O 49ers acabou vencendo por 24 a 21.
Em 1989, ele mostrou seu potencial para se tornar o futuro quarterback da franquia. Enquanto Montana foi nomeado MVP daquela temporada e levou o Super Bowl XXIV, Young também teve uma boa temporada, completando 69% de seus passes para 1 001 jardas e 8 touchdowns, com apenas 3 interceptações. Em 22 de outubro de 1989, ele teve um jogo com rating perfeito de 158,3 quando ele completou 11 de 12 passes para 188 jardas e 3 touchdown na vitória por 37 a 20 sobre o New England Patriots. Em sua quarta temporada como backup, Young lançou para 23 touchdowns com apenas 6 interceptaçoes.
Em 23 de dezembro de 1990, ele correu para 102 jardas em 8 carregadas contra o New Orleans Saints, fazendo dele o segundo quarterback do 49ers a correr para 100 jardas em um jogo. O 49ers acabou perdendo aquele jogo por 13 a 10.

### Titular

#### 1991-1993
Entre as temporadas de 1991 e 1993, Young atuou em 43 dos 48 jogos possíveis lançando para 10 005 jardas e fez também 71 touchdowns. Ele sofreu um pouco no início com incosistência  e com contusões de alguns jogadores importantes. Young também evoluiu muito em seu jogo corrido conseguindo correr para 10 touchdowns.
Em 1991, Young teve uma excelente temproada com um rating de 101.8. Apesar de ter perdido cinco jogos e meio por causa de contusão, mas ele ainda conseguiu lançar para 2 517 jardas e fazer 17 touchdowns e sofreu apenas 8 interceptações. Mas apesar da boa temporada, o restante do ano foi muito desapontador. O 49ers caiu de uma campanha de 14–2 na temporada anterior para 10–6 em 1991. As 10 vitórias não foram o suficiente para garantir ao time uma vaga nos playoffs, e San Francisco não indo para pós-temporada pela primeira vez desde 1982. Parecia que os anos de Young como titular do 49ers estavam contados e o retorno de Montana de sua contusão forçaria Steve Young a voltar a reserva. Porém isso não foi o caso e Young melhorou muito nos anos seguintes.
Sua melhor temporada neste período inicial de sua carreira como titular foi em 1992, quando ele lançou para 3 456 jardas e correu para outras 537 jardas, além de 25 touchdown aéreos, liderando a NFL neste quesito e teve um rating de 107,0, que deu a ele o prêmio de MVP da temporada e ele cabou indo pela primeira vez para o Pro Bowl. Ele também foi o primeiro quarterback a ter um rating acima de 100 em duas temporadas seguidas (101,8 em 1991 e 107,0 em 1992). Muito creditam a melhora na performance de Young a chegada do novo coordenaador ofensivo do 49ers, Mike Shanahan, que ajudou Young na mesma forma que ele fez com o QB John Elway. Shanahan trabalhou com Young para melhorar sua mobilidade no pocket e a correr melhor com a bola.
Young teve um espetacular ano em 1993, quando San Francisco trocouu Montana para o Kansas City Chiefs. Young não era até aquele momento o quarterback titular absoluto mas conseguiria esse posto sem concorrencia pelos próximos anos. Young então conseguiu uma bela marca ao fazer 16 touchdown e sofrer apenas 2 interceptaçõess em apenas sete jogos com um rating dde 122.2. Ao final daquele ano, Young conseguiu passar para 4 023 jardas e conseguiu fazer 189 passes sem sofrer uma interceptação, e liderou a NFL em passes para touchdown com 29 e um rating de 101,5. Conseguiu de novo uma campanha de 10 vitórias e 6 derrotas na temporada mas chegou até as finais da NFC ao derrotar o New York Giants por 44 a 3 nos playoffs de divisão. Contudo, ele foram derrotados pelo Dallas Cowboys na final de conferência por 38 a 21.

#### 1994: Super Bowl
Após contratar vários jogadores na free agency como o All-Pro cornerback Deion Sanders e também boas ter feito boas escolhas no draft, o 49ers venceriam seu primeiro Super Bowl desde 1989. A temporada começou quente com uma bela vitória sobre o Los Angeles Raiders por 44 a 14 com quatro touchdowns de Young, este foi um dos quatro jogos seus com pelo menos 4 TDs nesta temporada. Depois de uma derrota em um dos jogos mais esperados do ano para o Kansas City Chiefs de Joe Montana, o 49ers venceu dois jogos seguidos antes de perrder para o Philadelphia Eagles 40 por 8 no Candlestick Park, e um jogo em que Young foi para o banco. Apesar do head coach George Seifert dizer depois que tirou Young por que ele não estava conseguindo nada contra a defesa do Eagles, Young teria dito que estava cansado de ser o bode expiatório do treinador Seifert sobre suas decisões.

"Não foi um ótimo ano? Quero dizer, eu nunca tive um jogo em que lançei para seis touchdowns. Então eu lançei 6 TDs no Super Bowl! Inacreditavel!"

-Steve Young
O 49ers teve a melhor campanha na NFL com 13 vitórias e 3 derrotas, o que os garantiu jogar em casa todos os jogos dos playoffs. O 49ers fechou o ano como o melhor ataque da NFL.
Depois de uma vitória fácil por 44 a 15 sobre o Chicago Bears nos playoffs de divisão, o 49ers deixou o Dallas Cowboy encostarem no placar depois de estar vencendo por 31 a 14 no intervalo da NFC Championship Game, mas conseguiram vencer aquele jogo por 38 a 28. Young lançou dois touchdowns, e também conseguiu 47 jardas e um touchdown pelo chão. Então Steve Young iria para o seu primeiro Super Bowl quarterback titular.
Os seis touchdowns lançados por Young no Super Bowl quebrou o recorde anterior de cinco feito por Joe Montana, e Steve Young foi nomeado MVP do Super Bowl XXIX, quando os 49ers derrotaram o San Diego Chargers pr 49 a 26. Young também lançou para 325 jardas e correu para outras 49 jardas, se tornando o primeiro jogador no Super Bowl a liderar o jogo em jardas aéreas e terrestres. A temporada fechou um grande ano de Young, que teve uma das melhores temporadas ded um quarterback na história da NFL. Ele lançou para 3 969 jardas e quebrou o recorde da franquia com 35 touchdowns e apenas 10 interceptações, completando 70,28 porcento de seus passes, e também quebrou o recorde de Montana de melhor rating de um QB numa temproada com 112,8 (recorde que seria mais tarde quebrado por Peyton Manning). Ao final daquele ano ele foi eleito o MVP da NFL pela segunda vez na carreira.

### Fim de carreira

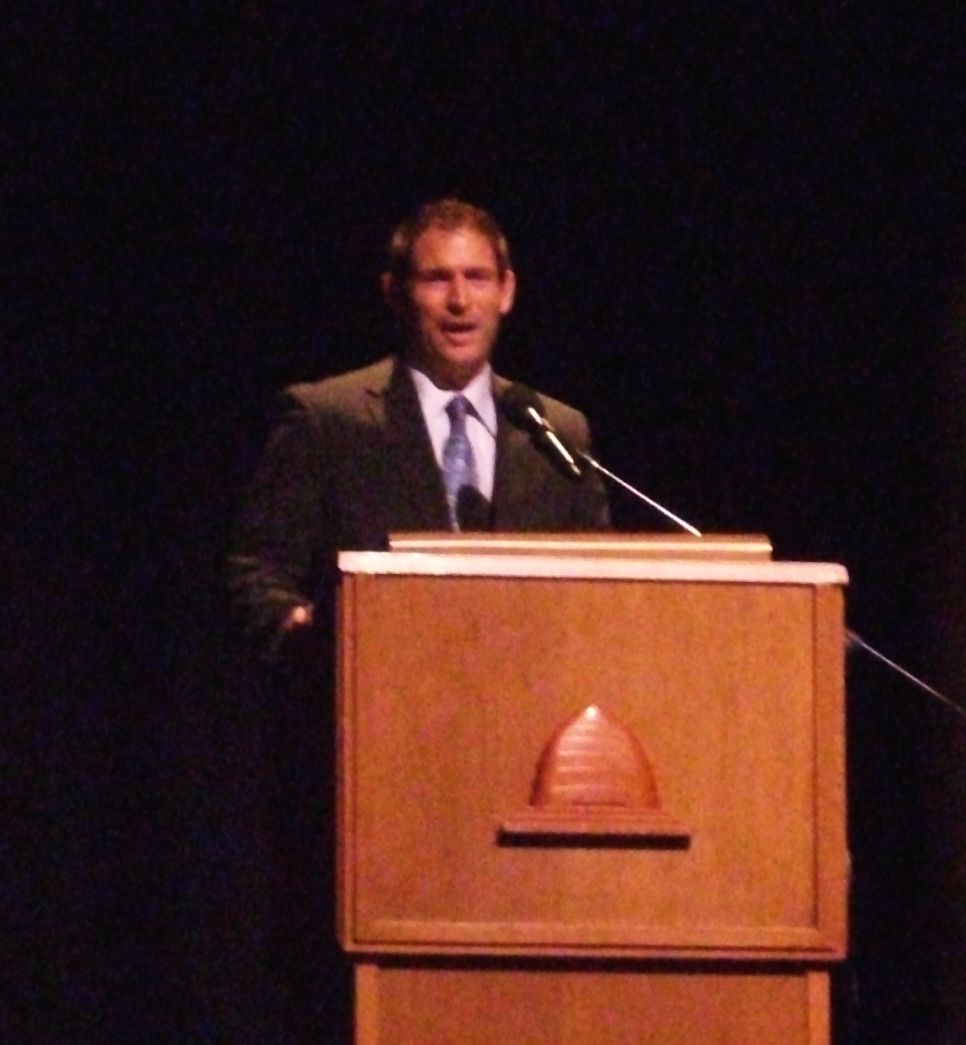
Steve Young em palestra para a Young Single Adults em 2009

Steve Young sempre sofreu com contusões com apenas três temporadas completas na carreira de 15 anos. Em 1999, seu último ano na liga, jogou apenas três partidas. No ano seguinte veio a decisão de se aposentar aos 38 anos depois de uma série de concussões.
Young jogou pouco tempo se comparado com outros quarterbacks, mas teve excelentes números. Ele completou 2 667 de 4 149 passes para 33 124 jardas e fez 232 touchdowns, com 107 interceptações e outros 43 touchdowns terrestres. Seu rating de 96,8 na carreira é o melhor da NFL; suas 4 239 jardas terrestres é a segunda melhor marca para um quarterback, atrás apenas de Randall Cunningham.

## Números e legado
NFL
| Legenda | Legenda                      |
| ------- | ---------------------------- |
|         | Liderou a liga               |
|         | Time que venceu o Super Bowl |
|         | MVP da NFL                   |
| Negrito | Melhor marca da carreira     |

| Ano      | Time     | J   | JD  | Passando | Passando | Passando | Passando | Passando | Passando | Passando | Passando | Correndo | Correndo | Correndo | Correndo | Sackado | Sackado | Fumbles | Fumbles  |
| Ano      | Time     | J   | JD  | Comp     | Ten      | Pct      | Jardas   | Média    | TD       | Int      | Rtg      | Ten      | Jardas   | Média    | TD       | Sacks   | Jardas  | Fum     | Perdidos |
| -------- | -------- | --- | --- | -------- | -------- | -------- | -------- | -------- | -------- | -------- | -------- | -------- | -------- | -------- | -------- | ------- | ------- | ------- | -------- |
| 1985     | TB       | 5   | 5   | 72       | 138      | 52,2%    | 935      | 6,8      | 3        | 8        | 56,9     | 40       | 233      | 5,8      | 1        | 21      | 158     | 4       | 3        |
| 1986     | TB       | 14  | 14  | 195      | 363      | 53,7%    | 2 282    | 6,3      | 8        | 13       | 65,5     | 74       | 425      | 5,7      | 5        | 47      | 326     | 11      | 9        |
| 1987     | SF       | 8   | 3   | 37       | 69       | 53,6%    | 570      | 8,3      | 10       | 0        | 120,8    | 26       | 190      | 7,3      | 1        | 3       | 25      | 0       | 0        |
| 1988     | SF       | 11  | 3   | 54       | 101      | 53,5%    | 680      | 6,7      | 3        | 3        | 72,2     | 27       | 184      | 6,8      | 1        | 13      | 75      | 5       | 3        |
| 1989     | SF       | 10  | 3   | 64       | 92       | 69,6%    | 1 001    | 10,9     | 8        | 3        | 120,8    | 38       | 126      | 3,3      | 2        | 12      | 84      | 2       | 1        |
| 1990     | SF       | 6   | 1   | 38       | 62       | 61,3%    | 427      | 6,9      | 2        | 0        | 92,6     | 15       | 159      | 10,6     | 0        | 8       | 41      | 1       | 1        |
| 1991     | SF       | 11  | 10  | 180      | 279      | 64,5%    | 2 517    | 9,0      | 17       | 8        | 101,8    | 66       | 415      | 6,3      | 4        | 13      | 79      | 3       | 2        |
| 1992     | SF       | 16  | 16  | 268      | 402      | 66,7%    | 3 465    | 8,6      | 25       | 7        | 107,0    | 76       | 537      | 7,1      | 4        | 29      | 152     | 9       | 6        |
| 1993     | SF       | 16  | 16  | 314      | 462      | 68%      | 4 023    | 8,7      | 29       | 16       | 101,5    | 69       | 407      | 5,9      | 2        | 31      | 160     | 8       | 6        |
| 1994     | SF       | 16  | 16  | 324      | 461      | 70,3%    | 3 969    | 8,6      | 35       | 10       | 112,8    | 58       | 293      | 5,1      | 7        | 31      | 163     | 4       | 3        |
| 1995     | SF       | 11  | 11  | 299      | 447      | 66,9%    | 3 200    | 7,2      | 20       | 11       | 92,3     | 50       | 250      | 5,0      | 3        | 25      | 115     | 3       | 3        |
| 1996     | SF       | 12  | 12  | 214      | 316      | 67,7%    | 2 410    | 7,6      | 14       | 6        | 97,2     | 52       | 310      | 6,0      | 4        | 34      | 160     | 3       | 2        |
| 1997     | SF       | 15  | 15  | 241      | 356      | 67,7%    | 3 029    | 8,5      | 19       | 6        | 104,7    | 50       | 199      | 4,0      | 3        | 35      | 220     | 4       | 2        |
| 1998     | SF       | 15  | 15  | 322      | 517      | 62,3%    | 4 170    | 8,1      | 36       | 12       | 101,1    | 70       | 454      | 6,5      | 6        | 48      | 234     | 9       | 8        |
| 1999     | SF       | 3   | 3   | 45       | 84       | 53,6%    | 446      | 5,3      | 3        | 4        | 60,9     | 11       | 57       | 5,2      | 0        | 8       | 63      | 2       | 2        |
| Carreira | Carreira | 169 | 143 | 2 667    | 4 149    | 64,3%    | 33 124   | 8,0      | 232      | 107      | 96,8     | 722      | 4 239    | 5,9      | 43       | 358     | 2 055   | 68      | 49       |

Recordes
- Melhor Rating, Carreira - 96,8 [4]
- Maior número de touchdowns terrestres por um QB, Carreira - 43 [5]
- Maior número de Passing Titles (prêmio dado ao melhor lançador da temporada), Carreira - 6 (empatado com Sammy Baugh) [4]
- Maior número de Passing Titles consecutivos - 4 (1991-94) [4]
- Maior número de temporadas com um Rating superior a 100, Carreira - 6 (1991-94, 1997-98) [6]
- Maior número de jogos com pelo menos 300 jardas - 6 (Young foi o primeiro QB a fazer isso em 1998; Kurt Warner (2000) e Rich Gannon (2002) empataram a marca) [4]
- Um dos 4 QBs que liderou a liga em touchdowns em quatro ocasiões (empatado com Johnny Unitas, Brett Favre e Len Dawson) [4]
- Maior número de passes tentados em um jogo de Playoff - 65 vs. Green Bay, 1995 [7]
- Maior número de TDs em um jogo de Playoff - 6 (empatado com Daryle Lamonica e Tom Brady) [7]
- Maior número de TDs em um Super Bowl - 6 [8]

Lançador canhoto, Young ficou famoso por seu "scramble" e suas habilidades correndo. Ele tem a terceira melhor marca com 112,8 de rating em uma temporada (1994), junto com Peyton Manning do Indianapolis Colts (121,1 de QB rating em 2004) e Tom Brady do New England Patriots (117,2 de QB rating em 2007). Contudo, entre quarterbacks com pelo menos 1 500 passes tentados, Young tem o melhor rating de carreira da NFL com 96,8. Na semana 14 da temporada 2009/10 da NFL — Tony Romo ficou em segundo com 95,4; Phillip Rivers e Peyton Manning estão empatado em terceiro com 95,3. O índice de acerto de Young na carreira (64,3%) é o quinto maior entre quarterbacks, atrás de Chad Pennington (66.1%), Kurt Warner (65,5%), Peyton Manning (64,8%) e Drew Brees (64,6%).
Em 1999, ele foi ranqueado nº 63 pela The Sporting News na lista dos 100 Maiores Jogadores de Futebol Americano. Young foi eleito para o Pro Football Hall of Fame em 5 de fevereiro de 2005; ele foi o primeiro Quarterback canhoto a recceber tal honra. Ele foi consagrado em 7 de agosto de 2005. Na cerimônia quem fez o discurso foi seu pai, LeGrande "Grit" Young.
O San Francisco 49ers aposentou sua camisa (#8) no intervalo do jogo contra o New England Patriots em 5 de outubro de 2008. Ele foi o 11º jogador na história do time a ter essa honra.